# بول أوفه جنسن
بول أوفه جنسن (بالدنماركية: Poul Ove Jensen)‏ هو مهندس معماري دنماركي، ولد في 10 مارس 1937.